# Pilea parietaria
Pilea parietaria là loài thực vật có hoa trong họ Tầm ma. Loài này được (L.) Blume miêu tả khoa học đầu tiên năm 1856.